# Palais du Bardo

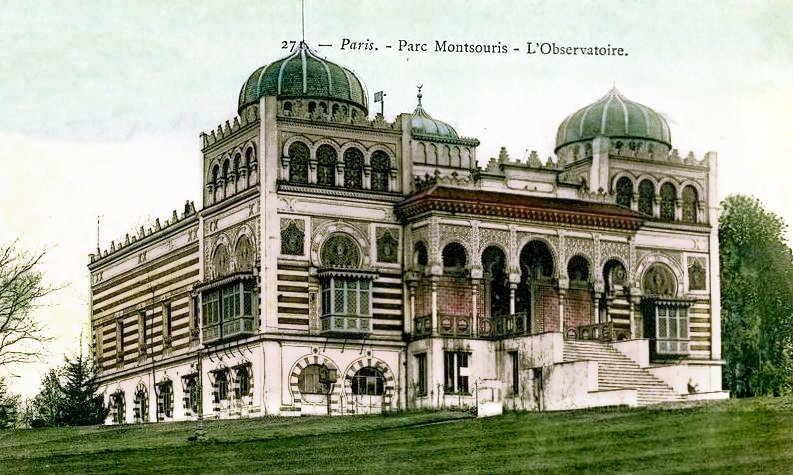
Palais du Bardo

Das Palais du Bardo war ein Weltausstellungsbauwerk, das bis 1991 als bedeutendstes bauliches Wahrzeichen des Parc Montsouris galt.
Der reizvolle orientalisierende Bau wurde als tunesischer Pavillon für die Weltausstellung Paris 1867 errichtet. Er stellte eine verkleinerte Replik des Sommerpalastes des Bey von Tunis dar und wurde vom französischen Architekten Alfred Chapon entworfen. Die Stadt Paris kaufte Jules de Lesseps 1868 das Bauwerk um 150.000 Francs ab und ließ es vom Architekten Gabriel Davioud an der höchstgelegenen Stelle des neuen Parks im Süden von Paris aufstellen. Tunesische Arbeiter brauchten nur vier Monate dafür.
Der Pavillon war zunächst als Unterbringung für die technischen Einrichtungen und das Personal der im Park gelegenen Wetterbeobachtungsstation der Marine gedacht. Er litt unter den Kämpfen im Zusammenhang mit der Belagerung von Paris (1870) und der Niederschlagung der Commune (1871) blieb aber weiter in Nutzung. Zur Wetterbeobachtung kamen ab 1876 auch weitere naturwissenschaftliche Aktivitäten, etwa ein astronomisches Observatorium der Marine oder ab 1893 ein Labor zur Kontrolle der Qualität der Pariser Luft. Seit 1974 war der Bau jedoch ohne Funktion.
Der Zustand des Palais du Bardo verschlechterte sich rasch, allerdings erhoben sich immer wieder Stimmen, die seine Erhaltung forderten. Das denkmalgeschützte Bauwerk wurde letztlich vom Staat Tunesien für eine symbolische Summe erworben, und die Gemeinde Paris erklärte sich bereit, 15 Millionen Francs zur Renovierung beizutragen. Ein am 5. März 1991 ausgebrochener Großbrand setzte diesen Bemühungen allerdings ein Ende.